# 계명수
계명수(桂明壽, 1892년 2월 ~ ?)는 일제강점기의 법조인이다.
평안북도 선천 출신으로 1914년 경성전수학교를 나온 그는 1922년에 조선총독부 예하 판사로 임명되어 각지 법원에서 근무했다. 그 후 1925년 경성법학전문학교를 나왔고 그 후 공주지방법원 청주지청 판사와 평양지방법원 판사 등을 지냈다.
약 11년 동안 판사 생활을 하다가 1933년에 관직에서 물러나 1934년부터는 신의주에서 변호사를 개업하여 활동했다.
2008년 민족문제연구소가 발표한 민족문제연구소의 친일인명사전 수록예정자 명단 중 사법 부문에 포함되었다.

## 참고자료
- 계명수(桂明壽) - 국사편찬위원회